# 駐奧地利台北經濟文化代表處
駐奧地利台北經濟文化代表處（德語：Taipei Wirtschafts- und Kulturbüro in Österreich），是中華民國在奧地利的代表處。相應的奧方機構是台北的奧地利台北辦事處。
中華民國在奧地利第一個代表辦事處最初稱為中國文化研究所。

## 外部連結
- 駐奧地利台北經濟文化代表處 （页面存档备份，存于）